# Manuel Manrique (Simón Bolívar)
Pour les articles homonymes, voir Manuel Manrique et Manrique.
Manuel Manrique est l'une des trois paroisses civiles de la municipalité de Simón Bolívar dans l'État de Zulia au Venezuela. Sa capitale est Tía Juana.